# Mike Fisher
Mike Fisher (n. 13 martie 1943) este un fost pilot de curse auto american care a evoluat în Campionatul Mondial de Formula 1 în sezonul 1967.